# Życzenie (film)
Życzenie (ang. Wish) – amerykański animowany film muzyczny z 2023 roku w reżyserii Chrisa Bucka i Fawn Veerasunthorn. Sześćdziesiąty drugi film z oficjalnego kanonu animacji Disneya.

## Fabuła
Pewien iberyjski czarodziej imieniem Magnifico studiuje magię, po tym jak w dzieciństwie jego ojczyznę zniszczyli chciwi złodzieje, co sprawiło, że przysiągł, że zrobi wszystko, aby uchronić ludzi przed doświadczeniem tego, co on przeżył. Osiągnięciem jego nauk jest moc spełniania największego marzenia każdej osoby, po czym Magnifico i jego żona Amaya zakładają na śródziemnomorskiej wyspie państwo Rosas. Ludzie z każdego zakątka przybywają do Rosas, by się osiedlić. Magnifico będący królem jest w stanie spełnić największe pragnienia swoich poddanych i każdy z nich po osiągnięciu pełnoletności oddaje mu pamięć swojego życzenia, gdzie przechowuje je w swoim obserwatorium. Co miesiąc, podczas oficjalnej uroczystości, Magnifico wybiera jedno życzenie, które ma zostać spełnione.
Lata później 17-letnia Asha przygotowuje się do rozmowy kwalifikacyjnej na stanowisko ucznia Magnifica. Przywilejem uczniów króla jest fakt, że oprócz ich życzenia także życzenia członków ich rodzin zostają spełnione. Asha ma nadzieję, że jej 100-letni dziadek Sabino spełni życzenie o inspirowaniu ludzi swoją grą na mandolinie. Rozmowa przebiega dobrze, dopóki Asha nie prosi o spełnienie życzenia dziadka na najbliższej ceremonii. Magnifico odmawia argumentując, że życzenie Sabina jest zbyt ogólne do interpretacji i potencjalnie stanowiące zagrożenie. Ujawnia, że ludzie oddają mu swe życzenia, wiedząc że nie spełnią swych marzeń, a on sprawia że o nich zapominają, mimo że później odczuwają pustkę i brak celu. Asha zdaje sprawę, że król nie zamierza on zwrócić żadnego z życzeń ich właścicielom. Podczas ceremonii Magnifico nie przyjmuje Ashy jako uczennicy i oznajmia, że nie spełni życzeń jej rodziny.
Asha wyjawia dziadkowi i matce o tym co się dowiedziała, ale rozmowa kończy się kłótnią. Asha udaje się na drzewo, na którym dawniej się spotykała jako dziecko ze swoim zmarłym ojcem i wypowiada życzenie w stronę gwiazd. Niespodziewanie gwiazda zstępuje z nieba w formie antropomorficznej kuli światła, którą Asha nazywa Gwiazdką. Magia Gwiazdki ożywia las i nadaje zwierzętom ludzką mowę, w tym koziołkowi Ashy – Valentino. Zachęcona, Asha prosi Gwiazdkę o pomoc w odzyskaniu życzeń swojej rodziny. Wszyscy w królestwie wyczuwają obecność Gwiazdki, a Magnifico czuje się tym zagrożony. Asha pokazuje Gwiazdkę swoim siedmiu przyjaciołom – Dahlii, Gabowi, Hal, Simonowi, Safiemu, Dariowi, Bazeemie – i informuje o swoim planie.
Magnifico wygłasza apel przed poddanymi o potencjalnym zdrajcy zagrażającym życzeniom. Dahlia, próbuje odwrócić uwagę króla, by Asha i Gwiazdka mogli odzyskać życzenia matki i dziadka, ale w konsekwencji cały tłum zadaje niewygodne pytania. Zirytowany Magnifico oznajmia, iż w nagrodę za wskazanie zdrajcy spełni natychmiastowo jego życzenie, a kolaborantów pozbawi tego zaszczytu. Gwiazdce udaje się znaleźć życzenie Sabina, zanim Magnifico przybędzie do pracowni. Król zamierza skorzystać księgi zawierającej potężną czarną magię, mimo wcześniejszych ostrzeżeń ze strony Amayi.
W domu Ashy Sabino odzyskuje swe życzenie i jest przeszczęśliwy, że może je sobie przypomnieć, ale Magnifico przybywa, aby aresztować Ashę, poinformowany, że to ona była odpowiedzialna za wezwanie Gwiazdki. Magnifico niszczy życzenie matki Ashy, Sakiny, i wchłania je w siebie zwiększając swoją moc. Asha ucieka z rodziną, by ukryć się na bezpiecznej wysepce. Przekonana przez Gwiazdkę Asha decyduje się na walkę z Magnificiem, który niszczy coraz więcej życzeń, by zwiększyć swoją moc. Publicznie wyjmuje Ashę spod prawa i oskarża o zniszczenie życzeń osób. Okazuje się, że to Simon zadenuncjował Ashę i w nagrodę król spełnia jego marzenie o byciu rycerzem. Jednocześnie hipnotyzuje go, by schwytał i wydał Ashę i resztę jej przyjaciół. Ci w porę uciekają.
Asha zbiera swoich przyjaciół, aby powstrzymać króla. Dołącza do nich także Amaya, przerażona coraz większym zepsuciem męża. Skażony mroczną magią i niezwykle potężny, Magnifico pochłania życzenia poddanych i więzi Gwiazdkę, gdy Asha i jej towarzysze stawiają czoła różnym wyzwaniom. W decydującej bitwie, Asha przypomina sobie przesłanie zwierząt i zachęca obywateli, by wspólnie życzyli sobie zmiany przyszłości Rosas. Siła ich zbiorowego życzenia pokonuje Magnifica, odbierając mu życzenia i uwalniając Gwiazdkę. Magia Magnifica obraca się przeciwko niemu i zamyka go we wnętrzu zwierciadła. Amaya zostaje jedyną władczynią Rosas, pomagając obywatelom samodzielnie spełniać ich marzenia. Skruszony Simon przeprasza Ashę i swoich przyjaciół, którzy mu wybaczają. W podzięce Gwiazdka tworzy dla Ashy magiczną różdżkę, by mogła inspirować ludzi do marzeń, po czym wraca na niebo wśród innych gwiazd.

## Obsada głosowa
Opracowano na podstawie materiału źródłowego:
- Ariana DeBose – Asha
- Chris Pine – król Magnifico
- Alan Tudyk – koza Valentino
- Angelique Cabral – królowa Amaya
- Victor Garber – Sabino
- Natasha Rothwell – Sakina
- Jennifer Kumiyama – Dahlia
- Harvey Guillén – Gabo
- Niko Vargas – Hal
- Evan Peters – Simon
- Ramy Youssef – Safi
- Jon Rudnitsky – Dario
- Della Saba – Bazeema

### Polski dubbing
- Urszula Rossowska – Asha (dialogi)
- Natalia Bajak – Asha (śpiew)
- Grzegorz Małecki – król Magnifico (dialogi)
- Jacek Kotlarski – król Magnifico (śpiew)
- Arkadiusz Jakubik – koza Valentino
- Anna Dereszowska – królowa Amaya
- Włodzimierz Press – Sabino
- Olga Szomańska – Sakina
- Julia Ćwian – Dahlia
- Krzysztof Szczepaniak – Gabo
- Karolina Piwosz – Hal
- Jan Aleksandrowicz-Krasko – Simon
- Karol Osentowski – Safi
- Maciej Maciejewski – Dario
- Daria Domitrz – Bazeema

## Produkcja
21 stycznia 2022 roku ogłoszono, że Jennifer Lee pisze scenariusz do film Walt Disney Animation Studios. 9 września 2022 roku, podczas prezentacji D23 Expo 2022 projekt został oficjalnie ogłoszony, wraz z ujawnieniem tytułu i obsadą głosową. Za reżyserię odpowiadają Chris Buck i Fawn Veerasunthorn, a produkcję Peter Del Vecho i Juan Pablo Reyes. Ogłoszono również, że styl artystyczny będzie łączyć klasyczną dwuwymiarową animację Disneya zbliżoną do akwareli oraz animację komputerową. Veerasunthorn powiedziała, że jest „podekscytowana uhonorowaniem Walta Disneya tym filmem. Nasz zespół grafików i speców od technologii zebrał się razem, aby dowiedzieć się, jak połączyć XX-wieczny wygląd ilustracji, który zainspirował Walta, z technologią CG, którą mamy teraz”.
26 marca 2023 roku poinformowano, że Życzenie jest w postprodukcji.

### Casting
9 września 2022 roku, podczas prezentacji D23 Expo 2022, Ariana DeBose i Alan Tudyk zostali obsadzeni w głównych rolach kolejno jako Asha i Valentino. 26 kwietnia 2023 roku na CinemaConie ogłoszono, że Chris Pine został dodany do obsady jako głos króla Magnifico. Lee tak skomentowała ten wybór: „Jako najpotężniejsza osoba w królestwie, król Magnifico musiał być grany przez kogoś, kto mógłby nadać tej wspaniałomyślnej postaci cały urok, spryt i charyzmę, zaś Chris pięknie wnosi to wszystko”.

## Muzyka
9 września 2022 roku, na D23 Expo 2022 ogłoszono, że Julia Michaels napisze oryginalne piosenki do filmu. W kwietniu 2023 roku potwierdzono, że David Metzger skomponuje ścieżkę dźwiękową do filmu, a Benjamin Rice dołączył do Michaels, aby napisać piosenki; Metzger wcześniej pracował jako kompozytor przy animowanych filmach Disneya, takich jak Tarzan 2: Początek legendy (2005) i Mój brat niedźwiedź 2 (2006). W tym samym roku na CinemaConie Walt Disney Company pokazało klip, na którym Asha śpiewa piosenkę pt. This Wish, którą reporterzy z „Deadline” opisali jako „bardzo ładny, potężny hymn”.

## Premiera
Życzenie zostało wydane w amerykańskich kinach 22 listopada 2023 roku. W lutym 2023 roku pojawiły się doniesienie, iż po klapach finansowych Buzz Astrala i Dziwnego świata w 2022 roku, Walt Disney Company rozważa rozszerzyć kinowy okres wyświetlania zarówno dla Między nami żywiołami, jak i Życzenia w nadziei na sprowadzenie rodzin z powrotem do kin.

## Odbiór
Film spotkał się z mieszanym odbiorem krytyków. Agregator Rotten Tomatoes przyznał mu ocenę 48%.